# Duchemin (acteur)
Pierre Chemin dit Duchemin, né le 4 novembre 1674 à Nogent-le-Roi et mort le 15 novembre 1754 à Paris, est un notaire et acteur français qui s'est rendu célèbre lors de ses nombreuses apparitions sur scène dans la première moitié du XVIIIe siècle.

## Biographie
Fils d'un marchand bourrelier sellier de Nogent-le-Roi dans l'actuel département d'Eure-et-Loir, Pierre Chemin, bénéficiant d'une bonne instruction et des conditions d'aisance de sa famille, acquiert une charge de notaire à Rennes. Nommé directeur des affaires du Roi en Bretagne et conseiller du roi, il deviendra syndic des notaires de Rennes.
Il a épousé à l'âge de vingt-quatre ans à la paroisse des Toussaints de Rennes la jeune Gillette Boutelvier âgée de seize ans, fille d'un huissier en cette même ville[réf. incomplète]. 
Rejoignant une troupe de théâtre partant en tournée en Suède, le jeune couple restera dans ce pays de 1699 à 1706. 
Pierre se présente à la Comédie-Française en 1717 pour succéder à Guérin d'Estriché, retiré après une attaque d'apoplexie. Il reprend ses rôles de financiers et de manteaux. Son épouse le suivra dans le même théâtre en 1719 et en sera la 85ème sociétaire dès l'année suivante sous le nom d'actrice de Mademoiselle Duchemin.
Il débute avec succès dans L'Avare. Nommé 81e sociétaire en 1718, il restera vingt-trois ans à la Comédie, à la grande joie du public qui se presse lorsqu'il est à l'affiche. Sous le nom d'acteur de Duchemin, il crée la plupart des rôles importants de son emploi, à une époque où la comédie est au premier rang des divertissements.
Il se retire en 1741 avec une pension de mille livres. 
Sa femme, Mademoiselle Duchemin, est retraitée de la Comédie dès 1726. Leur fils, Duchemin fils, sera le 100e sociétaire de la Comédie-Française et épousera à l'âge de dix-sept ans l'actrice Marie Anne de Châteauneuf dite Mademoiselle Duclos, de trente-huit ans son aînée.

## Principaux rôles
- Harpagon dans L'Avare de Molière (1717) ;
- le Comte dans La Réconciliation normande de Dufresny (1719) ;
- Hortensius dans La Seconde Surprise de l'amour de Marivaux (1727) ;
- Lisimon dans Le Glorieux de Destouches (1732) ;
- Orgon dans La Pupille de Fagan (1734) ;
- Géronte dans Le Philosophe marié de 1727, arrangé par Sedaine ;
- Francaleu dans La Métromanie de Piron (1738).